# Тобол (селище)
Тобо́л (каз. Тобыл) — селище у складі району Беїмбета Майліна Костанайської області Казахстану. Адміністративний центр Тобольської селищної адміністрації.
Населення — 6186 осіб (2021; 6895 у 2009, 7734 у 1999, 9454 у 1989).